# دریک تورنتون
دریک تورنتون (انگلیسی: Derryck Thornton؛ زادهٔ ۳۰ مارس ۱۹۹۷) بازیکن بسکتبال اهل American است.

## حرفه
از باشگاه‌هایی که در آن بازی کرده‌است می‌توان به بسکتبال مردان دوک بلو دولز اشاره کرد.